# N325 (België)
De N325 is een gewestweg in België tussen Middelkerke (N34) en Slijpe (N369). De weg is ongeveer 5 kilometer lang.
De gehele weg bestaat uit twee rijstroken voor beide rijrichtingen samen.

## Toekomstplannen

### Recht naar Zee
In 2024 werd een  ruimtelijk uitvoeringsplan opgestart om de N325 plaatselijk te verleggen naar een nieuwe verbindingsweg tussen de rotondes in Slijpe en die op de Westendelaan, om de Spermaliestraat van het vele verkeer naar de kust te ontlasten.. In maart 2025 werd dit RUP door de provincie goedgekeurd, ondanks protest van landbouwers. In juli 2025 bleek dat de Vlaamse regering voor dit project geen geld voorzag in haar budget voor de komende vijf jaar.

## Plaatsen langs N325
- Middelkerke
- Wilskerke
- Slijpe

## N325a
De N325a is verbindingsweg aan de westkant van Slijpe tussen de N325 en N369. De weg is bedoeld als nieuwe route voor het doorgaande verkeer tussen de kust bij Middelkerke en de snelweg A18 E40. De N325a kent een lengte van ongeveer 1,2 kilometer.